# Гелдаганское сельское поселение
Гелдаганское се́льское поселе́ние — муниципальное образование в Курчалоевском районе Чечни Российской Федерации.
Административный центр — село Гелдагана.

## История
Статус и границы сельского поселения установлены Законом Чеченской Республики от 20 февраля 2009 года № 13-РЗ «Об образовании муниципального образования Курчалоевский район и муниципальных образований, входящих в его состав, установлении их границ и наделении их соответствующим статусом муниципального района и сельского поселения».

## Население
| 2010    | 2012    | 2013    | 2014    | 2015    | 2016    | 2017    |
| ------- | ------- | ------- | ------- | ------- | ------- | ------- |
| 12 350  | ↗12 589 | ↗12 689 | ↗12 866 | ↗13 058 | ↗13 269 | ↗13 433 |
| 2018    | 2019    | 2020    | 2021    | 2023    | 2024    |         |
| ↗13 661 | ↗13 876 | ↗14 111 | ↘11 021 | ↗11 282 | ↗11 553 |         |

## Состав сельского поселения
| № | Населённый пункт | Тип населённого пункта | Население |
| - | ---------------- | ---------------------- | --------- |
| 1 | Гелдагана        | село                   | ↗11 553   |